# Herrschaft Kirkel

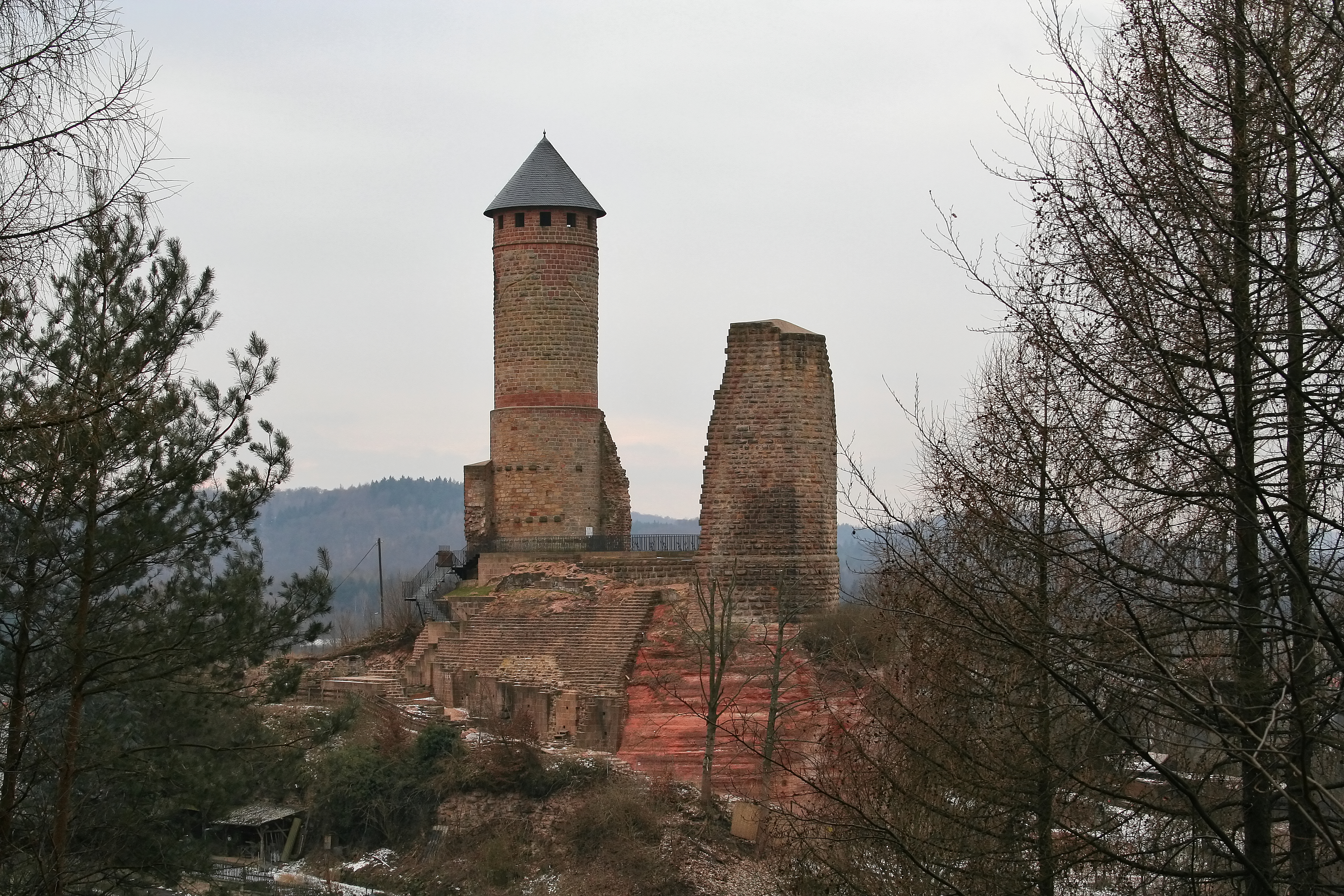
Burg Kirkel

Die Herrschaft Kirkel war eine Herrschaft des Heiligen Römischen Reichs. Sie wurde im Jahre 1250 erstmals genannt und umfasste anfänglich Gebiete an der mittleren Blies und Streubesitz an der Saar und später auch in den Nordvogesen. Verwaltungssitz war die namengebende Burg Kirkel in Kirkel-Neuhäusel. Das Ende der Herrschaft Kirkel kam mit dem Aussterben der Herren von Kirkel im Jahr 1386. Ihr Allodialbesitz kam an die verwandten Herren von Siersberg, die Reichslehen fielen an das Reich zurück, das sie an Kurpfalz gab, und die Lehen von der Grafschaft Saarbrücken fielen an die Grafschaft Saarbrücken zurück, die sie fortan selbst verwaltete. Heute gehört das Gebiet zum größten Teil zum Saarland und darin zum Saarpfalz-Kreis; ehemaliger Streubesitz gehört zu Rheinland-Pfalz, Lothringen und Elsass.

## Geschichte
Der Entstehung der Herrschaft Kirkel vorausgegangen war die Teilung der Grafschaft Saarwerden. Bei der Teilung von 1212/14 erhielt Graf Ludwig III. die Güter an der oberen Saar, während sein Bruder Heinrich I. die Burg Kirkel und die Besitzungen beiderseits der Blies übernahm und sich fortan „Herr von Kirkel“ nannte.
1242 verstarb Heinrich I. von Saarwerden-Kirkel kinderlos. Dessen Besitz teilten sich seine Neffen. Erbberechtigt waren Ludwig IV. und Heinrich II. von Saarwerden, Johann und Arnold von Siersberg, Dietrich von Hagen und Alexander von Stahleck. Nach den späteren Besitzverhältnissen zu urteilen, scheinen die Siersberger die Anteile des Herren von Hagen und des von Stahleck erworben zu haben. Die Brüder Arnold und Johann von Siersberg konnten umfangreiche Teile für sich erlangen. Arnold von Siersberg erhielt aus dem väterlichen Besitz die Siersburg und Johann von Siersburg erhielt die Hälfte der Burg Kirkel, nach der er sich erstmals 1250 „von Kirkel“ nannte. Während die Nachkommen Arnolds von Siersberg, die Edelherren von Siersberg, zeitlebens bis zu ihrem Aussterben 1558 dem landständischen Adel des Herzogtums Lothringen zugehörten, erlangten Johann von Kirkel und seine Nachkommen, die Herren von Kirkel, die Reichsunmittelbarkeit.
Die Geschichte der Herren von Kirkel ist nicht reich an großen Begebenheiten. Überliefert sind Überfälle auf Kaufleute, Fehden gegen Bischof Berthold von Straßburg, die Grafen von Zweibrücken-Bitsch und einige weniger bedeutende Adlige, die Teilnahme an Bünden zum Schutze des Landfriedens und zum Schutze der Geleitstraßen.

## Umfang
Zur Herrschaft Kirkel gehörten im Jahre 1353:
- Die Hälfte des Reichslehens Kirkel mit der Burg Kirkel und dem zugehörigen Schweighof sowie die Hälfte der zugehörigen Kirkeler Burgmannen. Die andere Hälfte gehörte den Grafen von Saarwerden.
- Gemeinsam mit den Grafen von Saarwerden Anteile am Zoll und Geleitsrecht zu Limbach, an den Dörfern Steinfurt (Wüstung bei Kirkel-Neuhäusel), Volkerskirchen (Wüstung bei Kirkel-Neuhäusel), Hassel, Fronsbach (Wüstung bei Rohrbach), Fürth, Reiskirchen, Obergailbach und am Vierherrenwald, der sich von der Blies bis Vogelbach erstreckte.
- Die ehemals saarwerdischen Anteile an Herbitzheim, Büdingen (Wüstung bei Wörschweiler), Erbach, Ernstweiler, Einöd, Ingweiler, Bundenbach, Dunzweiler, Dörrenbach und Lautenbach und die Vogtei über die wadgassischen Güter in Rohrbach und Sitzweiler (Wüstung bei Rohrbach).
- Anteile am Hochgericht und Zoll zu St. Wendel.
- Seit 1357 aus dem Wittum der Else von Kirkel, Witwe Wilhelms von Windstein, die Hälfte der Burg Alt-Windstein und die Hälfte der Vogtei Hagenau.

## Persönlichkeiten
- Konrad von Kirkel († 31. Mai 1360 in Mainz), Domkustos zu Straßburg, Dompropst zu Speyer, zeitweise Administrator des Erzstiftes Mainz.

## Belege
1. ↑  Herrmann 1977, S. 263
2. ↑  Zur Person vgl. Kirkel Johann I. von in der Datenbank Saarland Biografien.
3. ↑  Herrmann 1977, S. 275
4. ↑  Herrmann 1977, S. 277
5. ↑  Herrmann 1977, S. 274